# Сулимівський парк

«Сулимівський» — парк-пам'ятка садово-паркового мистецтва місцевого значення. Парк розташований на території Бориспільського району Київської області, село Сулимівка, розташовується в межах ВАТ «Кіровське». Оголошено рішенням виконавчого комітету Київської обласної ради народних депутатів від 28.02.1972 р. № 118.
Першопочатково теперішня пам'ятка садово-паркового мистецтва була панським парком. У радянські часи тут було розміщено меморіальний комплекс. На території парку зростають близько 30 видів цінних дерев та чагарників, серед яких і екзотичні, а також вікові дуби.
Площа парку — 17,4 га, створений у 1972 році.

## Галерея

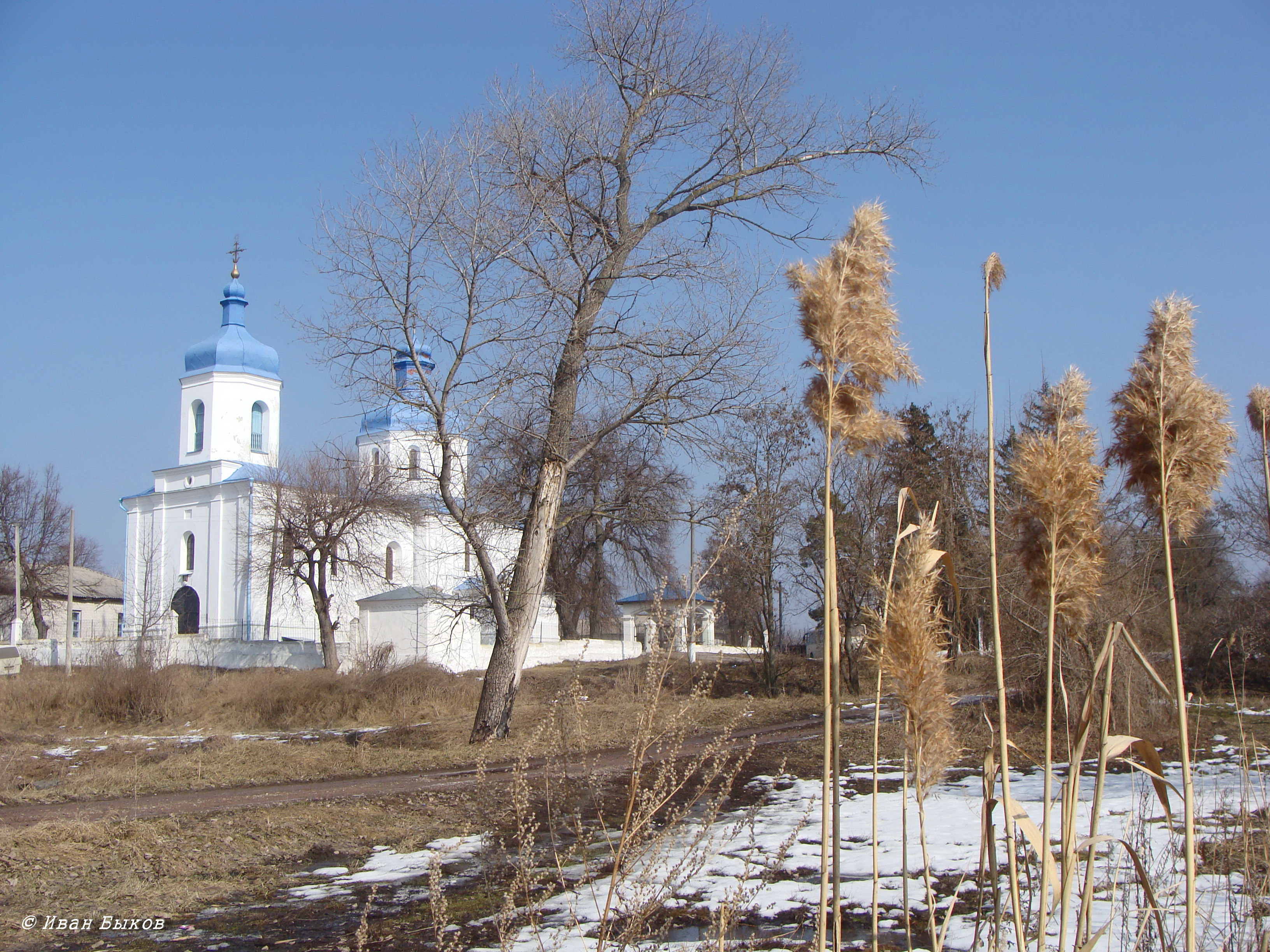
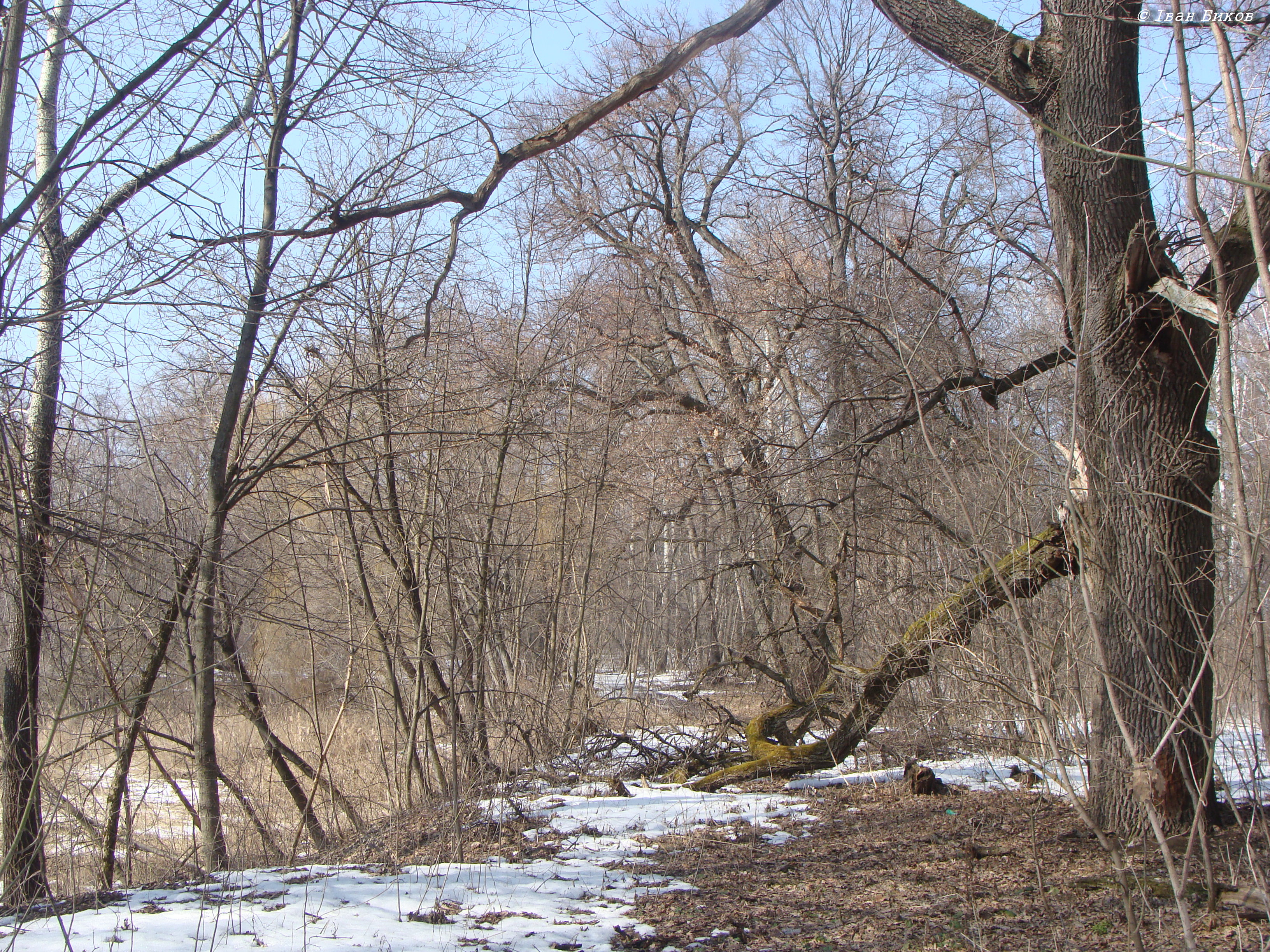
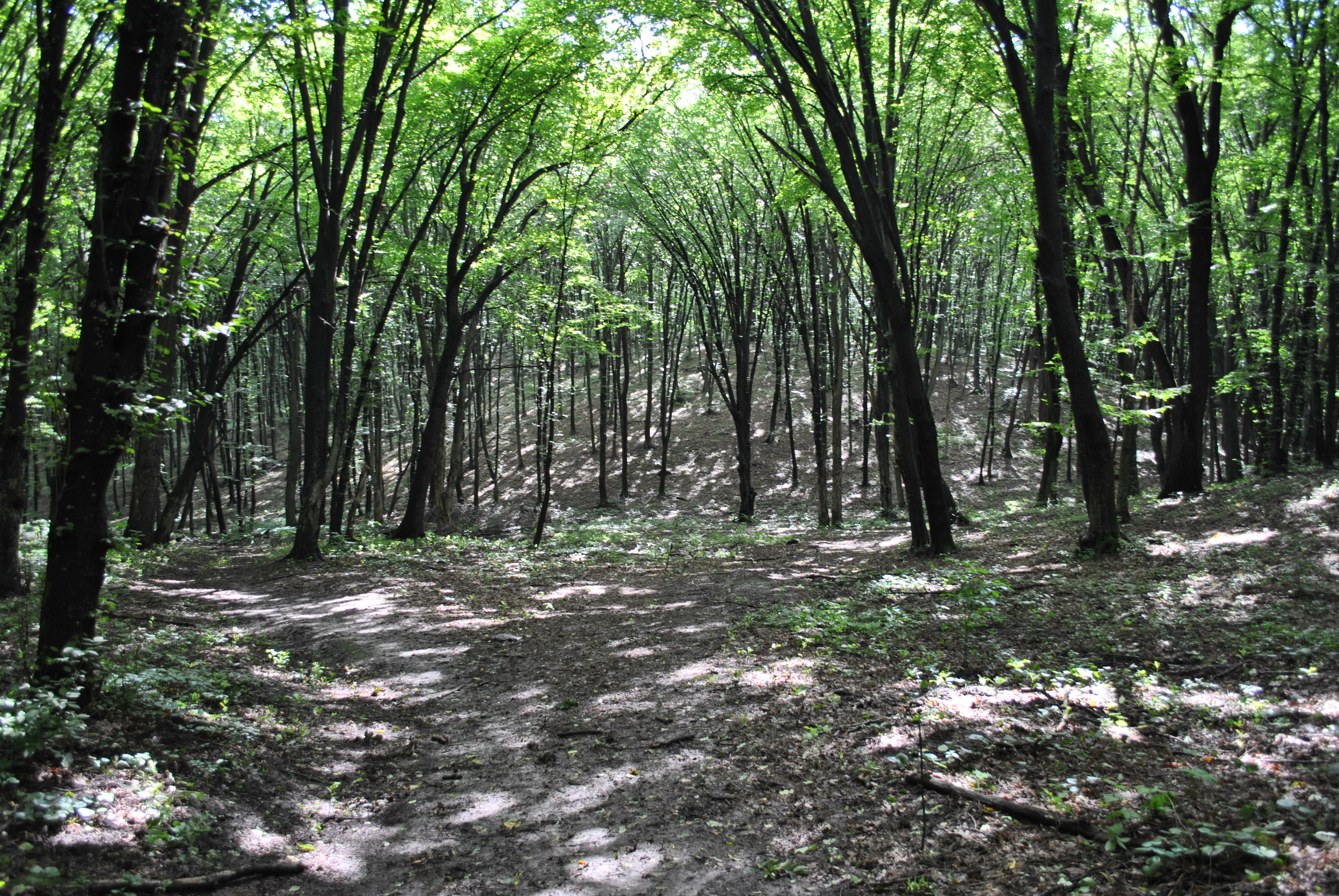
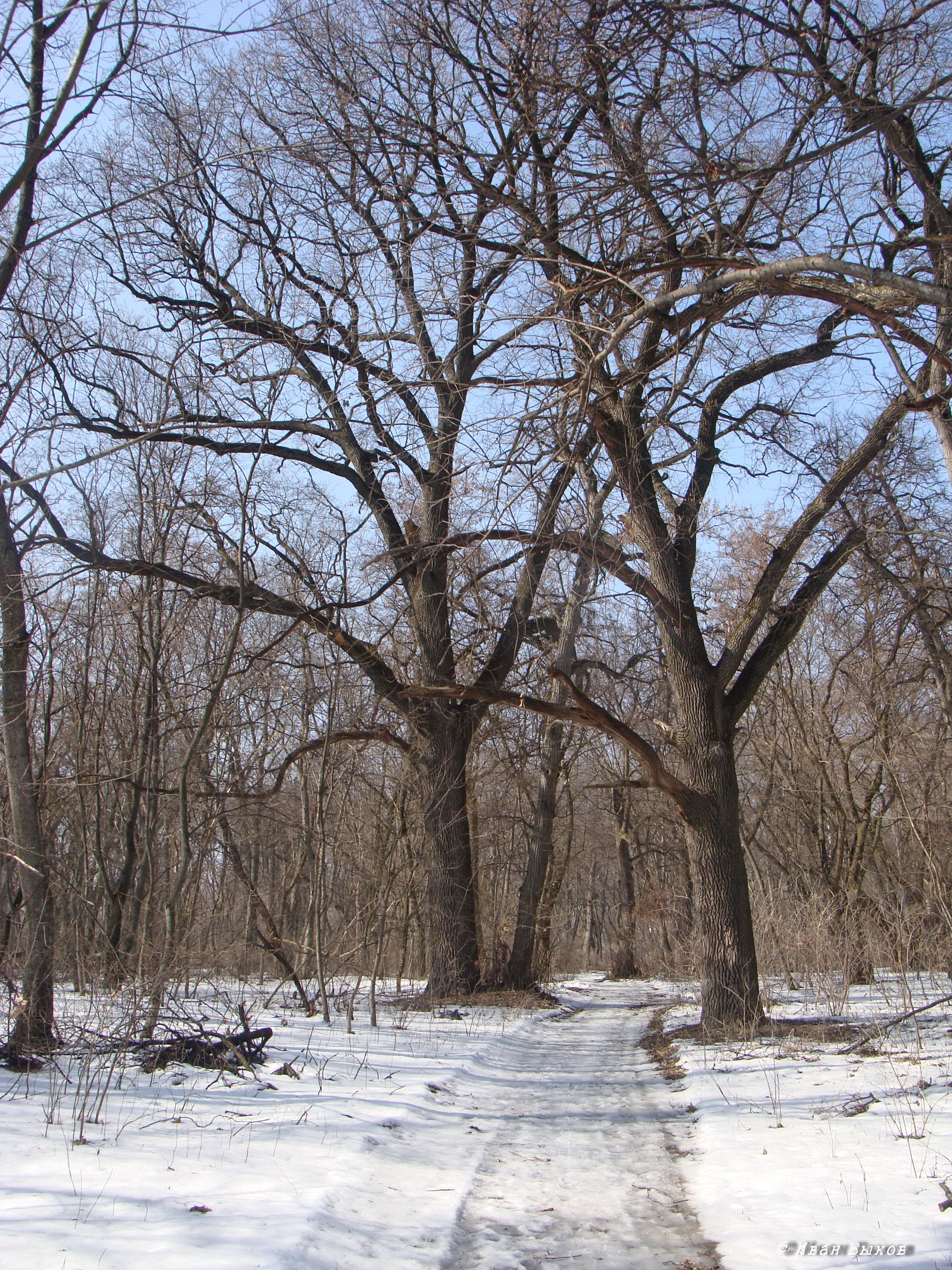
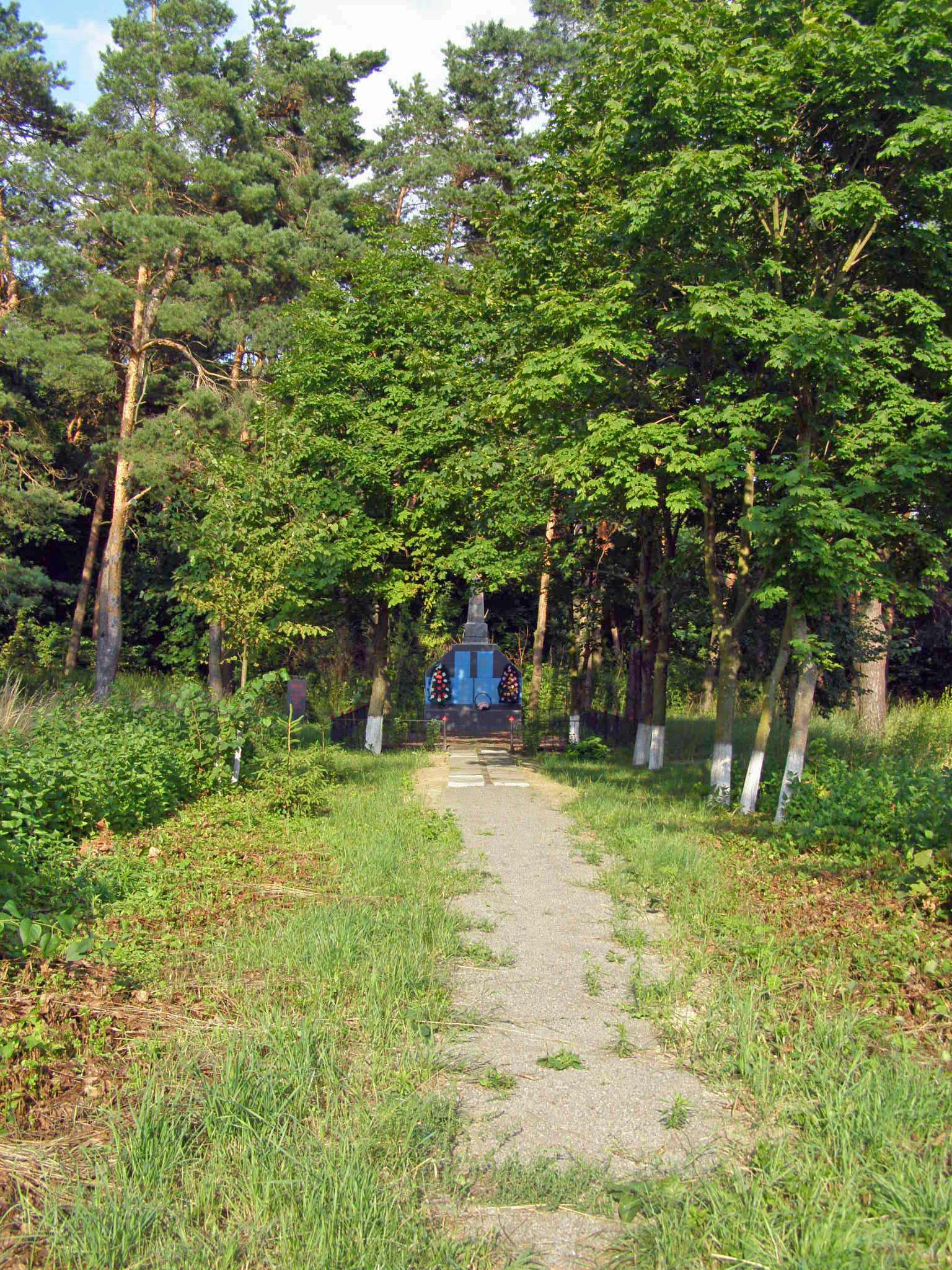
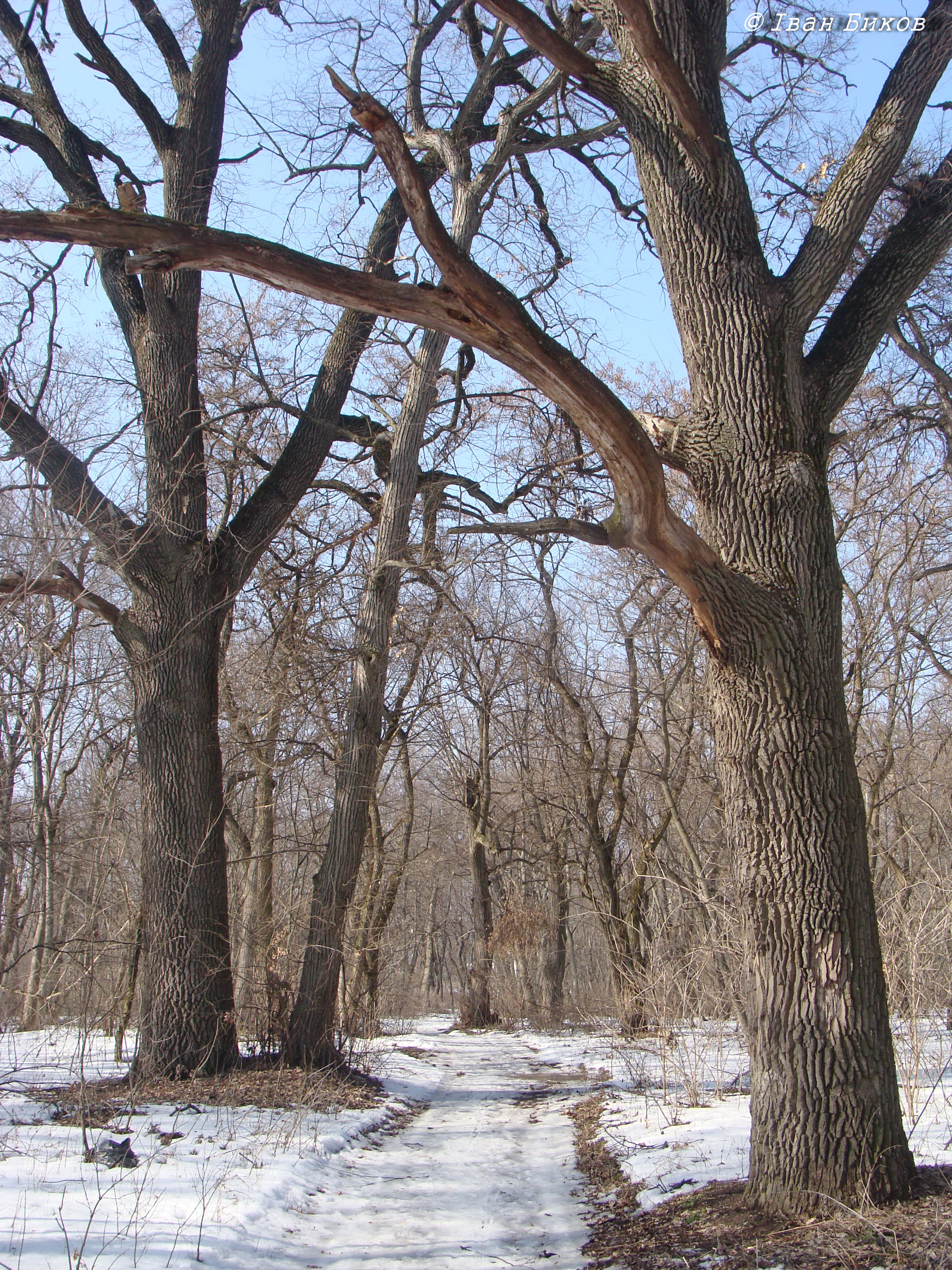